# Essigsäure-sec-pentylester
Essigsäure-sec-pentylester (auch sec-Pentylacetat oder 2-Pentylacetat) ist eine organisch-chemische Verbindung aus der Stoffgruppe der Carbonsäureester. Der Ester leitet sich von der Essigsäure und von 2-Pentanol ab. Andere Ester, die sich von den Isomeren des 2-Pentanols ableiten, sind n-Pentylacetat, Isopentylacetat und 2-Methylbutylacetat.

## Isomerie
2-Pentylacetat kommt in zwei enantiomeren Formen vor, da es am C2-Kohlenstoff des vorausgegangenen Alkohols ein Chiralitätszentrum aufweist. Folglich existieren (R)-2-Pentylacetat und (S)-2-Pentylacetat. Ein 1:1 Gemisch der beiden Enantiomere bezeichnet man als Racemat.
| Stereoisomere von Essigsäure-sec-pentylester |                                |                                |
| Name                                         | (R)-Essigsäure-sec-pentylester | (S)-Essigsäure-sec-pentylester |
| Andere Namen                                 | (–)-Essigsäure-sec-pentylester | (+)-Essigsäure-sec-pentylester |
| Strukturformel                               |                                |                                |
| CAS-Nummer                                   | 54638-10-7                     | 55621-90-4                     |
| CAS-Nummer                                   | 626-38-0 (unspez.)             |                                |
| PubChem                                      | –                              | –                              |
| PubChem                                      | 12278 (unspez.)                |                                |
| Wikidata                                     | –                              | –                              |
| Wikidata                                     | Q2180922 (unspez.)             |                                |

## Vorkommen

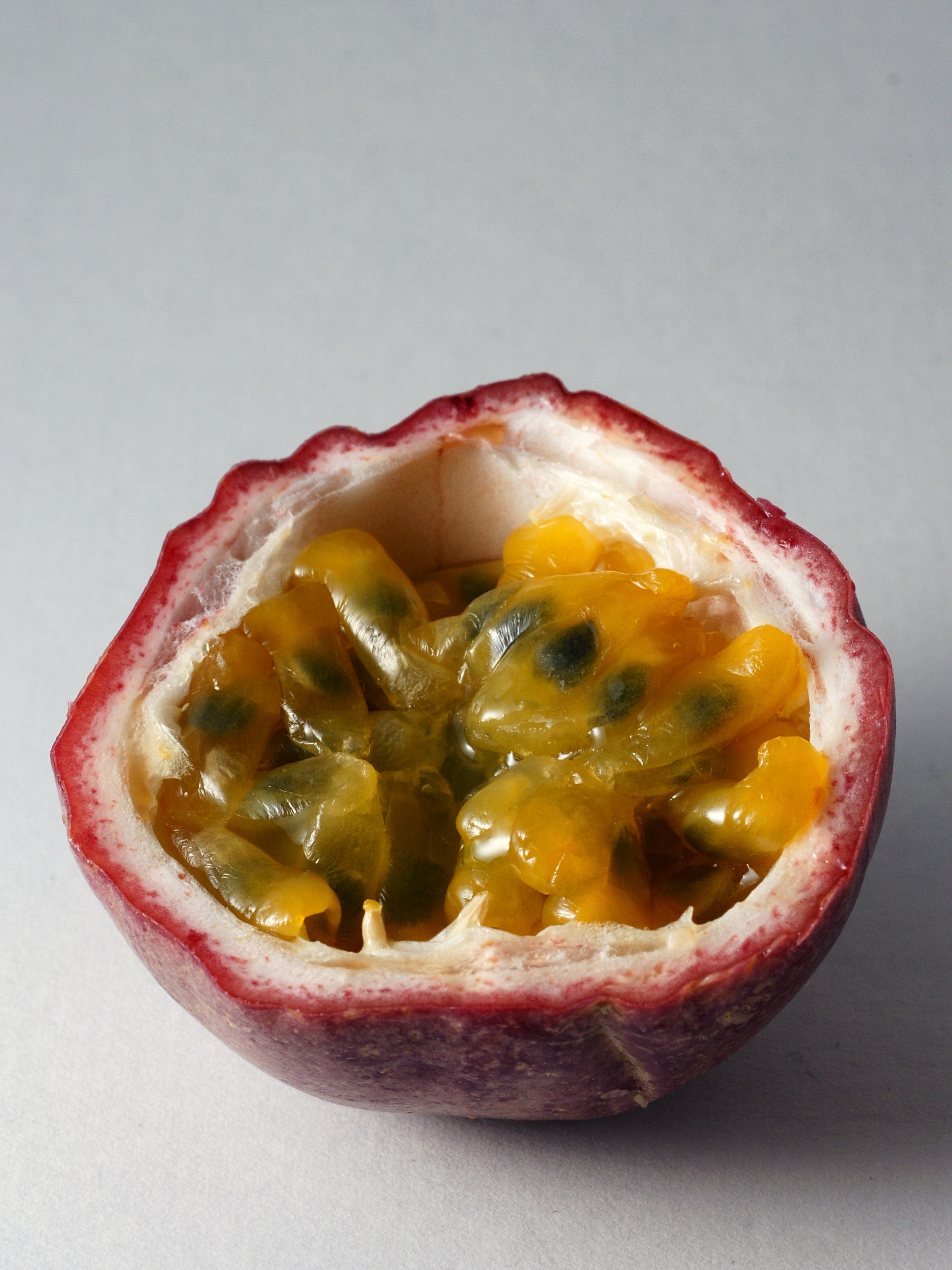
Violette Passionsfrüchte enthalten (R)-2-Pentylacetat

Ebenso wie andere Carbonsäureester kommt 2-Pentylacetat natürlich in Früchten vor, insbesondere in Bananen, aber auch in Baby-Bananen. Außerdem kommt es in Erdbeeren, dem Fruchtfleisch von Kakaofrüchten, sowie Ficus hispida und Ficus scortechinii aus der Gattung der Feigen (Ficus) vor. Auch in Passionsfrüchten kommt die Verbindung vor und bei diesen wurde auch die Stereochemie untersucht: Violette Varianten enthalten größere Mengen der Verbindung, die nahezu rein als (R)-Enantiomer vorliegt. Bei gelben Früchten ist dasselbe Enantiomer vorherrschend, aber sowohl die Menge als auch der Enantiomerenüberschuss sind im Vergleich deutlich geringer.

## Gewinnung und Darstellung
Großtechnisch hergestellt wird racemischer Essigsäure-sec-pentylester durch säurekatalysierte Veresterung von Essigsäure mit 2-Pentanol.

## Eigenschaften

### Physikalische Eigenschaften
Essigsäure-sec-pentylester hat eine relative Gasdichte von 4,49 (Dichteverhältnis zu trockener Luft bei gleicher Temperatur und gleichem Druck) und eine relative Dichte des Dampf-Luft-Gemisches von 1,03 (Dichteverhältnis zu trockener Luft bei 20 °C und Normaldruck). Außerdem weist 2-Pentylacetat einen Dampfdruck von 9,3 hPa bei 20 °C, 14,7 hPa bei 30 °C, 25,5 hPa bei 40 °C und 42,4 hPa bei 50 °C auf.

### Chemische Eigenschaften
Essigsäure-sec-pentylester ist eine entzündbare Flüssigkeit aus der Stoffgruppe der Carbonsäureester, die praktisch unlöslich in Wasser und leichter als dieses ist. 2-Pentylacetat ist mittel bzw. schwer flüchtig. Bei starkem Erhitzen tritt die thermische Zersetzung ein und Essigsäure sowie Kohlenwasserstoffe entstehen als Produkte. Mit starken Oxidationsmitteln können gefährliche chemische Reaktionen (Explosion) eintreten.

## Verwendung
In der EU ist 2-Pentylacetat als unter der FL-Nummer 09.657 als Aromastoff für Lebensmittel allgemein zugelassen.

## Sicherheitshinweise
Die Dämpfe von 2-Pentylacetat können mit Luft beim Erhitzen über den Flammpunkt explosive Gemische bilden. Dies ist bereits bei erhöhter Umgebungstemperatur möglich. Essigsäure-sec-pentylester wird hauptsächlich über den Atemtrakt aufgenommen. Dabei kommt es akut zu Reizwirkungen auf Atemwege und Augen, bei hohen Konzentrationen ist eine Störung des Zentralnervensystems zu erwarten. Chronisch kommt es häufig zu Hautveränderungen und Reizwirkungen auf Schleimhäute. Zur Reproduktionstoxizität, Mutagenität und Kanzerogenität wurde keine aussagekräftigen Tests durchgeführt, jedoch geht man aufgrund von Testergebnissen der isomeren Pentylacetate nicht von einer kanzerogenen oder mutagenen Wirkung aus. 2-Pentylacetat weist eine untere Explosionsgrenze (UEG) von  1,0 Vol.-% und eine obere Explosionsgrenze (OEG) von 7,5 Vol.-% auf. Die Zündtemperatur beträgt 390 °C. Der Stoff fällt somit in die Temperaturklasse T2 und in die Explosionsgruppe IIA. Mit einem Flammpunkt von 32 °C gilt 2-Pentylacetat als entflammbar.